# George Hamilton (piłkarz)
George Hamilton (ur. 7 grudnia 1917 w Irvine, zm. 22 maja 2001 w Aberdeen) – szkocki piłkarz występujący na pozycji napastnika.

## Kariera klubowa
Hamilton rozpoczął swoją karierę w amatorskim zespole Irvine Meadow XI. W 1937 roku przeszedł do Queen of the South, drużyny grającej w Scottish Division A. Tam spędził sezon 1937/1938, po czym przeniósł się do ligowego rywala – Aberdeen. W sezonie 1938/1939 zajął z nim 3. miejsce w lidze. 
W 1939 roku rozgrywki ligowe zostały zawieszone z powodu wybuchu II wojny światowej, co skłoniło Hamiltona do powrotu do rodzinnego Ayrshire. Ze względu na ograniczenia podróży w czasie wojny, piłkarze mogli występować gościnnie w lokalnych zespołach, co spowodowało, że Hamilton grał dla Ayr United oraz Rangers. Po zakończeniu wojny powrócił do składu Aberdeen. W sezonie 1946/1947 zdobył z nim Puchar Szkocji, dotarł do finału Pucharu Ligi Szkockiej, a także zajął 3. miejsce w rozgrywkach ligowych.
W trakcie sezonu 1947/1948 odszedł do Heart of Midlothian, także rywalizującego w Division A. Po jego zakończeniu powrócił jednak do Aberdeen. W sezonach 1952/1953 oraz 1953/1954 osiągnął z nim finał Pucharu Szkocji. W sezonie 1954/1955 w barwach Aberdeen zagrał w czterech meczach, a następnie przeniósł się do Hamilton Academical z Division B. W tymże sezonie Aberdeen sięgnęło po mistrzostwo kraju, co oznaczało, że Hamilton również mógł się cieszyć z tego sukcesu. Po zakończeniu tej kampanii zakończył swoją piłkarską karierę.

## Kariera reprezentacyjna
W reprezentacji Szkocji Hamilton zadebiutował 27 listopada 1946 w zremisowanym 0:0 pojedynku British Home Championship z Irlandią Północną. 20 maja 1951, podczas wygranego 5:0 towarzyskiego spotkania z Belgią, strzelił hat tricka, który jednocześnie stanowił jego debiutanckie gole w barwach reprezentacji.
W 1954 roku został powołany do kadry na mistrzostwa świata. Nie zagrał jednak na nich w żadnym meczu, a Szkocja zakończyła turniej na fazie grupowej.
W latach 1946–1954 w drużynie narodowej rozegrał 5 spotkań i zdobył 4 bramki.